# Мали Бошњак
Мали Бошњак је насеље у Србији у општини Коцељева у Мачванском округу. Према попису из 2022. било је 207 становника.

## Галерија
- Зграда задруге
- Зграда школе
- Споменик у школском дворишту
- Спомен-плоча на школи
- Спомен-плоча на школи

## Демографија
У насељу Мали Бошњак живи 247 пунолетних становника, а просечна старост становништва износи 45,3 година (44,3 код мушкараца и 46,2 код жена). У насељу има 99 домаћинстава, а просечан број чланова по домаћинству је 3,03.
Ово насеље је великим делом насељено Србима (према попису из 2002. године), а у последња три пописа, примећен је пад у броју становника.
|  |

| Демографија | Демографија | Демографија |
| Година      | Становника  | Становника  |
| ----------- | ----------- | ----------- |
| 1948.       | 555         |             |
| 1953.       | 576         |             |
| 1961.       | 536         |             |
| 1971.       | 478         |             |
| 1981.       | 401         |             |
| 1991.       | 368         | 368         |
| 2002.       | 300         | 301         |

| Етнички састав према попису из 2002.‍ | Етнички састав према попису из 2002.‍ | Етнички састав према попису из 2002.‍ | Етнички састав према попису из 2002.‍ | Етнички састав према попису из 2002.‍ |
| ------------------------------------ | ------------------------------------ | ------------------------------------ | ------------------------------------ | ------------------------------------ |
|                                      |                                      |                                      |                                      |                                      |
| Срби                                 | Срби                                 |                                      | 298                                  | 99,33%                               |
| Хрвати                               | Хрвати                               |                                      | 1                                    | 0,33%                                |
| непознато                            | непознато                            |                                      | 1                                    | 0,33%                                |

| Година пописа     | 1948. | 1953. | 1961. | 1971. | 1981. | 1991. | 2002. |
| ----------------- | ----- | ----- | ----- | ----- | ----- | ----- | ----- |
| Број домаћинстава | 92    | 111   | 112   | 124   | 117   | 111   | 99    |

| Број чланова      | 1  | 2  | 3  | 4 | 5  | 6 | 7 | 8 | 9 | 10 и више | Просек |
| ----------------- | -- | -- | -- | - | -- | - | - | - | - | --------- | ------ |
| Број домаћинстава | 19 | 33 | 13 | 9 | 13 | 9 | 3 | 0 | 0 | 0         | 3,03   |

| Пол    | Укупно | Неожењен/Неудата | Ожењен/Удата | Удовац/Удовица | Разведен/Разведена | Непознато |
| ------ | ------ | ---------------- | ------------ | -------------- | ------------------ | --------- |
| Мушки  | 127    | 28               | 84           | 10             | 5                  | 0         |
| Женски | 132    | 17               | 81           | 31             | 2                  | 1         |
| УКУПНО | 259    | 45               | 165          | 41             | 7                  | 1         |

| Пол    | Укупно                    | Пољопривреда, лов и шумарство | Рибарство                            | Вађење руде и камена | Прерађивачка индустрија       |
| ------ | ------------------------- | ----------------------------- | ------------------------------------ | -------------------- | ----------------------------- |
| Мушки  | 105                       | 92                            | 0                                    | 0                    | 4                             |
| Женски | 98                        | 90                            | 0                                    | 0                    | 3                             |
| УКУПНО | 203                       | 182                           | 0                                    | 0                    | 7                             |
| Пол    | Производња и снабдевање   | Грађевинарство                | Трговина                             | Хотели и ресторани   | Саобраћај, складиштење и везе |
| Мушки  | 1                         | 1                             | 3                                    | 0                    | 0                             |
| Женски | 0                         | 0                             | 2                                    | 0                    | 0                             |
| УКУПНО | 1                         | 1                             | 5                                    | 0                    | 0                             |
| Пол    | Финансијско посредовање   | Некретнине                    | Државна управа и одбрана             | Образовање           | Здравствени и социјални рад   |
| Мушки  | 0                         | 0                             | 2                                    | 1                    | 0                             |
| Женски | 0                         | 0                             | 0                                    | 1                    | 1                             |
| УКУПНО | 0                         | 0                             | 2                                    | 2                    | 1                             |
| Пол    | Остале услужне активности | Приватна домаћинства          | Екстериторијалне организације и тела | Непознато            | Непознато                     |
| Мушки  | 1                         | 0                             | 0                                    | 0                    | 0                             |
| Женски | 1                         | 0                             | 0                                    | 0                    | 0                             |
| УКУПНО | 2                         | 0                             | 0                                    | 0                    | 0                             |